# Kapłystiwka
Kapłystiwka (ukr. Каплистівка) – wieś na Ukrainie, w obwodzie dniepropetrowskim, w rejonie synelnykowskim, w hromadzie Wasylkiwka. W 2001 liczyła 60 mieszkańców.